# Coca-Cola Cherry

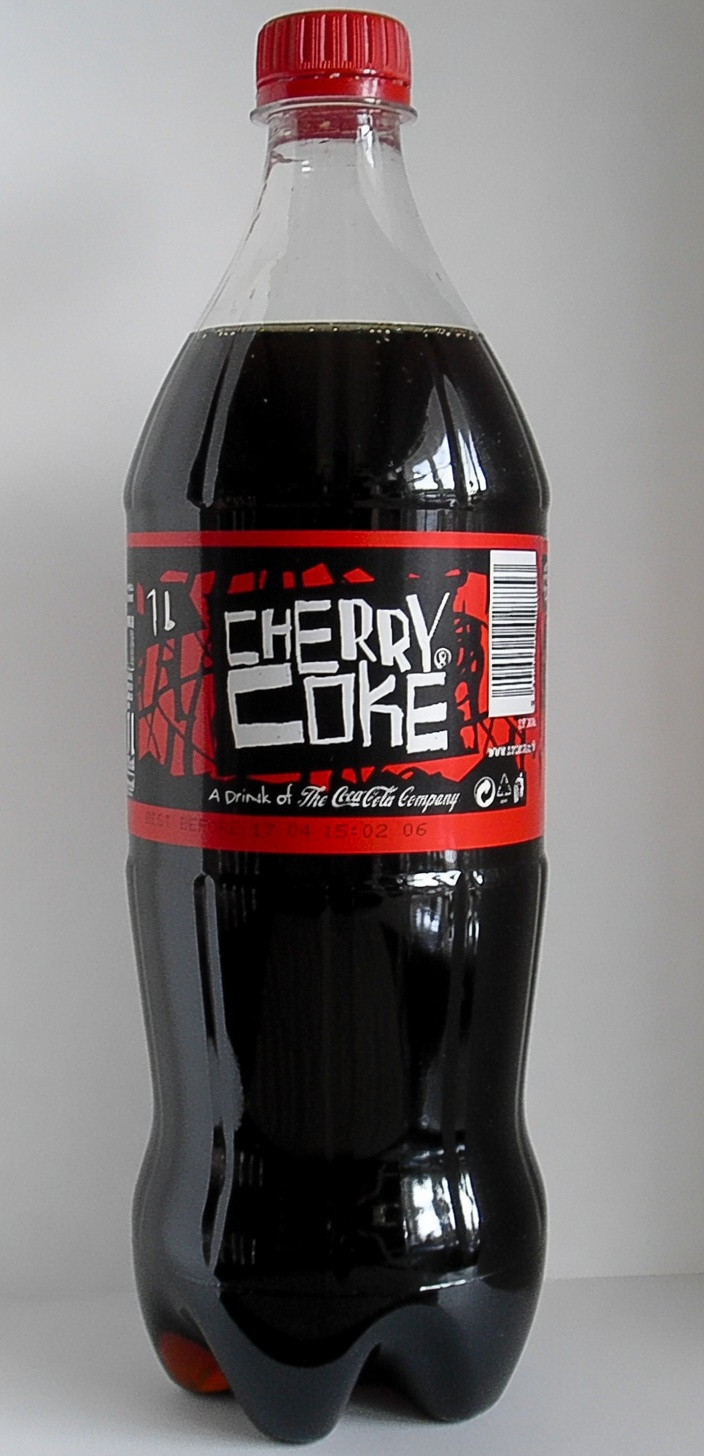
Een Pools Cherry Cokeflesje

Coca-Cola Cherry, ook bekend als Cherry Coke, is een colavariant met een benadering van kersensmaak van The Coca-Cola Company. De eerste referentie was in 1970 toen The Kinks de tekst in 'Lola' veranderde van Coca-Cola in Cherry Cola. Coca-Cola Cherry is onder andere verkrijgbaar in de Verenigde Staten, Canada, Spanje, Zwitserland, Verenigd Koninkrijk, Ierland, Finland, Duitsland, België en Nederland. Cherry Coke werd geïntroduceerd in 1985 en in 2007 omgedoopt tot Coca Cola-Cherry. Er bestaat ook een variant met minder calorieën, Coca-Cola Cherry Zero.

## Nederland en België
Coca-Cola Cherry wordt in Nederland aangeboden in (bijna) alle supermarkten in blikjes (330 ml), flesjes (500 ml) en literflessen naast de varianten Vanilla en Lemon light. In België wordt Coca Cola Cherry ook aangeboden in blik (330 ml) en in fles (500ml en 1L).